# طایفه کوشکی
کوشکی یکی از طوایف قوم لر و از ایل بالاگریوه ساکن در استان‌های لرستان و همدان و ایلام است.کوشکی از طوایف لر قدیمی استان لرستان است. حمدالله مستوفی در قرن هشتم کوشکی‌ها رو جزو اولین طوایف لر کوچک معرفی می‌کند.

## تقسیمات ایلی
این طایفه به تیره‌های احمدی، تاته مون، برجعلیوند، میر آخور، شهرمیرو تقسیم می‌شود که البته با توجه به تاریخ کشور این تقسیم‌بندی‌های چندان معتبر نیست. هم‌اکنون در لرستان، خوزستان و به‌طور پراکنده در استان فارس زندگی می‌کنند. کوشکی‌ها تیره‌ها و زیرتیره‌های دیگری هم دارد از جمله تیره حسین، هول ملکی، عرو در الوار گرمسیری، تیره الماسوند و گازیوند در معمولان که از آنها نامی برده نشده است. در بروجرد هم تیره‌هایی به نام الماسوند، گوئسوند، گازیوند، کیووند، شیخ لته، گوهر، هول ملکی و شقالیوند سکونت دارند.